# 玉樞經籥
《玉樞經籥》乃清代姚燮（姚復莊）所撰，《玉樞經》的注解，全書二十四卷。本書目前在中国国家图书馆及哈佛大学特藏善书图书馆亦有收藏。